# Julian Morris
Julian Morris (Londen,13 januari 1983) is een Brits acteur.

## Biografie
Morris is vooral bekend van de tv-serie Pretty Little Liars, waarin hij dokter Wren Kingston speelt. Hij heeft ook in films als Cry Wolf en Sorority Row gespeeld en in series als Once Upon a Time en ER.
Zijn ouders komen uit Zuid-Afrika en Zimbabwe, hij is in beide landen opgegroeid. Zijn ouders behoren echter tot Joodse families uit Oost-Europa. Morris is bevriend met de acteurs Ian Harding en Tyler Blackburn.

## Filmografie

### Films
| Film                       | Rol                       | Jaartal | Regisseur       |
| -------------------------- | ------------------------- | ------- | --------------- |
| Don't Go Breaking My Heart | Charlie Gosling           | 1999    | Willi Patterson |
| Spin                       | Fiz                       | 2002    | Cath Le Couteur |
| Cry Wolf                   | Owen Matthews             | 2005    | Jeff Wadlow     |
| Whirlygirl                 | James Edwards             | 2006    | Jim Wilson      |
| Donkey Punch               | Josh                      | 2008    | Olly Blackburn  |
| Valkyrie                   | Young Lieutenant – Desert | 2008    | Bryan Singer    |
| Sorority Row               | Andy                      | 2009    | Stewart Hendler |
| Privileged                 | Spencer Stephens          | 2010    | Jonah Salander  |
| Beyond                     | Farley Connors            | 2012    | Josef Rusnak    |
| Something Wicked           | Ryan                      | 2013    | Darin Scott     |
| Kelly + Victor             | Victor                    | 2013    | Kieran Evans    |

### Televisie
| Serie                                                | Rol               | Jaartal     |
| ---------------------------------------------------- | ----------------- | ----------- |
| The Knock                                            | Dafyd Ellis       | 1996        |
| Kid in the Corner                                    | schooljongen      | 1999        |
| Fish                                                 | Carl Lumsden      | 2000        |
| Young Arthur                                         | Arthur            | 2002        |
| Agatha Christie's Marple: The Murder at the Vicarage | Dennis Clement    | 2004        |
| Shark                                                | Dylan Crawford    | 2007        |
| ER                                                   | Dr. Andrew Wade   | 2008/2009   |
| Privileged                                           | Simon             | 2009        |
| Eleventh Hour                                        | Quinn             | 2009        |
| 24                                                   | Agent Owen        | 2010        |
| My Generation                                        | Anders Holt       | 2010        |
| Pretty Little Liars                                  | Dr. Wren Kingston | 2010 - 2017 |
| Men at Work                                          | Damien            | 2012        |
| Guilty                                               | Alex Boyd         | 2012        |
| Once Upon a Time                                     | Prince Phillip    | 2012 - nu   |
| New Girl                                             | Ryan              | 2014        |

- Biblioteca Nacional de España: XX4670800
- Bibliothèque nationale de France: cb15568754r (data)
- Catàleg d'autoritats de noms i títols de Catalunya: 981058528188406706
- Gemeinsame Normdatei: 1022223852
- International Standard Name Identifier: 0000 0001 1753 2415
- Library of Congress Control Number: no2006005028
- Nationale Bibliotheek van Tsjechië: pna2007397661
- Virtual International Authority File: 26809439
- WorldCat: E39PBJfrPjbT3BBWHXRcvdMtrq